# Maison Bonaparte

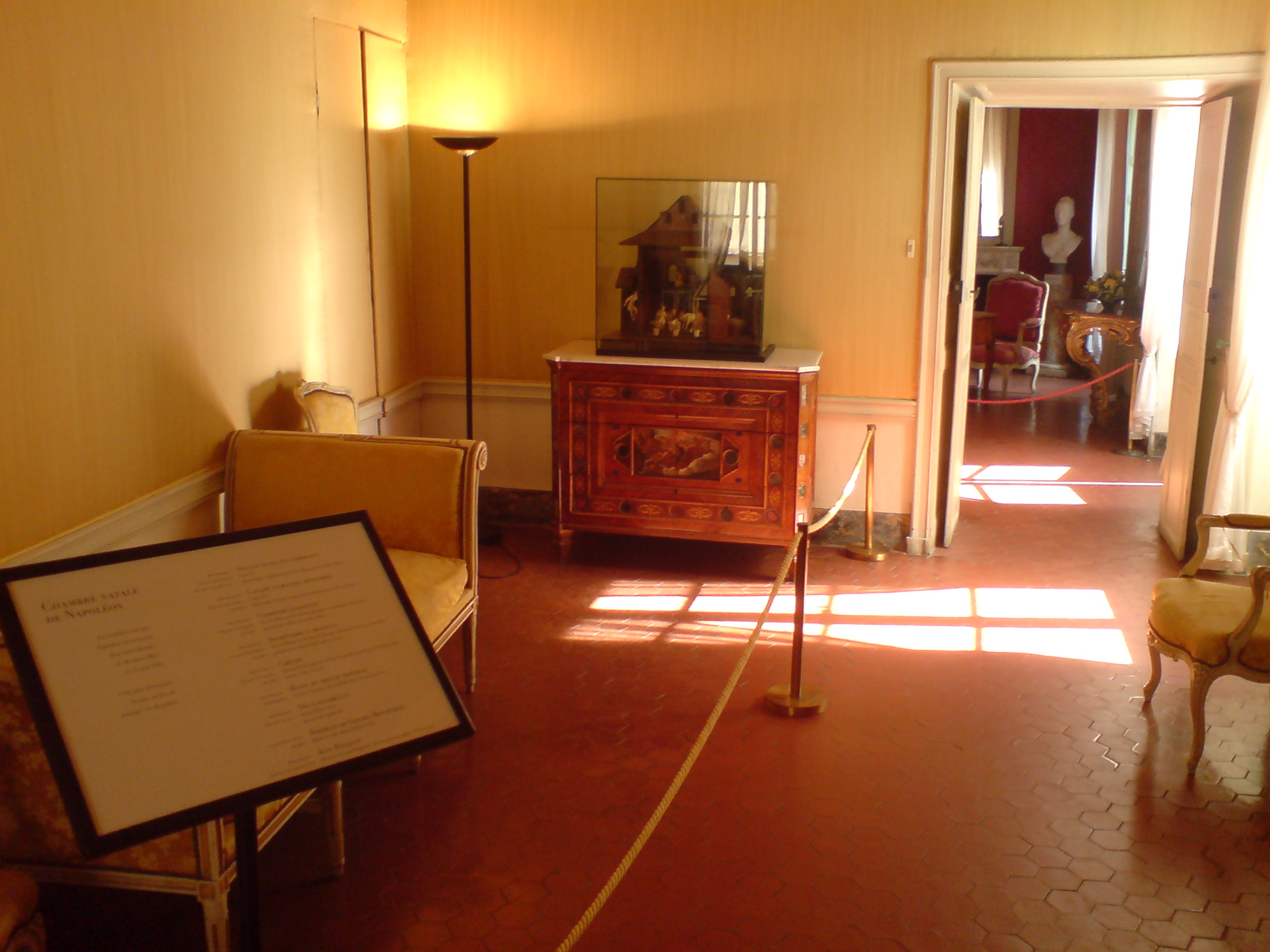
Căn phòng mà Napoléon Bonaparte được sinh ra vào năm 1769

Maison Bonaparte (Tiếng Corse và tiếng Italia: Casa Buonaparte) là nhà tổ tiên của nhà Bonaparte. Nó được vị trí ở Rue Saint-Charles tại Ajaccio, Corse. Căn nhà được sở hữu bởi các thành viên Vương tộc Bonaparte từ năm 1682 đến năm 1923.

## Lịch sử
Ông cố của Napoléon Bonaparte, Giuseppe Buonaparte chuyển vào Casa Buonaparte vào năm 1682. Ban đầu, ngôi nhà được phân chia bởi các gia đình khác nhau; nhưng sau khi Giuseppa đã cưới Maria Colonna di Bozzi, người mà sở hữu một phần của ngôi nhà, ông đã mua các phần còn lại. Nhà sau đó được mở rộng và trang trí lại bởi Carlo Buonaparte sau khi cưới Maria Letizia Ramolino. Ngoại trừ Joseph Bonaparte, trẻ em của họ được sinh ra trong căn nhà này.
Tám năm sau cái chết của Carlo Bonaparte vào năm 1785, gia đình xảy ra xung đột với Pasquale Paoli và buộc phải rời khỏi đến Pháp lục địa. Người ủng hộ Paoli đã cướp và đốt nhiều phần của Casa Buoneparte. Theo truyền thuyết, Hudson Lowe đã sống ở đó trong một thời gian, nhưng vẫn chưa xác định được nếu thông tin này là thật không.
Sau sự rút lui của quân Anh vào năm 1797, nhà Bonaparte quay lại Casa Buoneparte và bắt đầu sửa chữa nó với quỹ của chính phủ Pháp.
Khi nhà Bonaparte rời Corse nữa vào năm 1799, họ để lại ngôi nhà cho y tá của Napoléon, Camilla Ilari. Napoléon đã thừa kế căn nhà cho mẹ của anh họ Napoléon, André Ramolino, đổi lại thừa kế căn nhà của mình cho Camilla. Vào năm 1852, con của Joseph, Zénaïde Bonaparte đã đưa Casa Buonaparte đến Napoléon III và Eugenia xứ Montijo. Eugenia đã tân trang và mở rộng ngôi nhà để kỷ niệm Napoléon đạt 100 tuổi. Cô sau đó đưa căn nhà cho Napoléon Victor Bonaparte, và anh đã quyên góp nhà cho chính phủ Pháp. Vào năm 1967, căn nhà được chính thức làm một bảo tàng quốc gia.